# هوالی
هوالی (ترکی آذربایجانی: Havalı) یک منطقهٔ مسکونی در جمهوری آذربایجان است که در شهرستان زنگلان واقع شده است؛ در جمهوری آرتساخ است که در استان کاشاتاق واقع شده‌است.